# Wil bei Koppigen

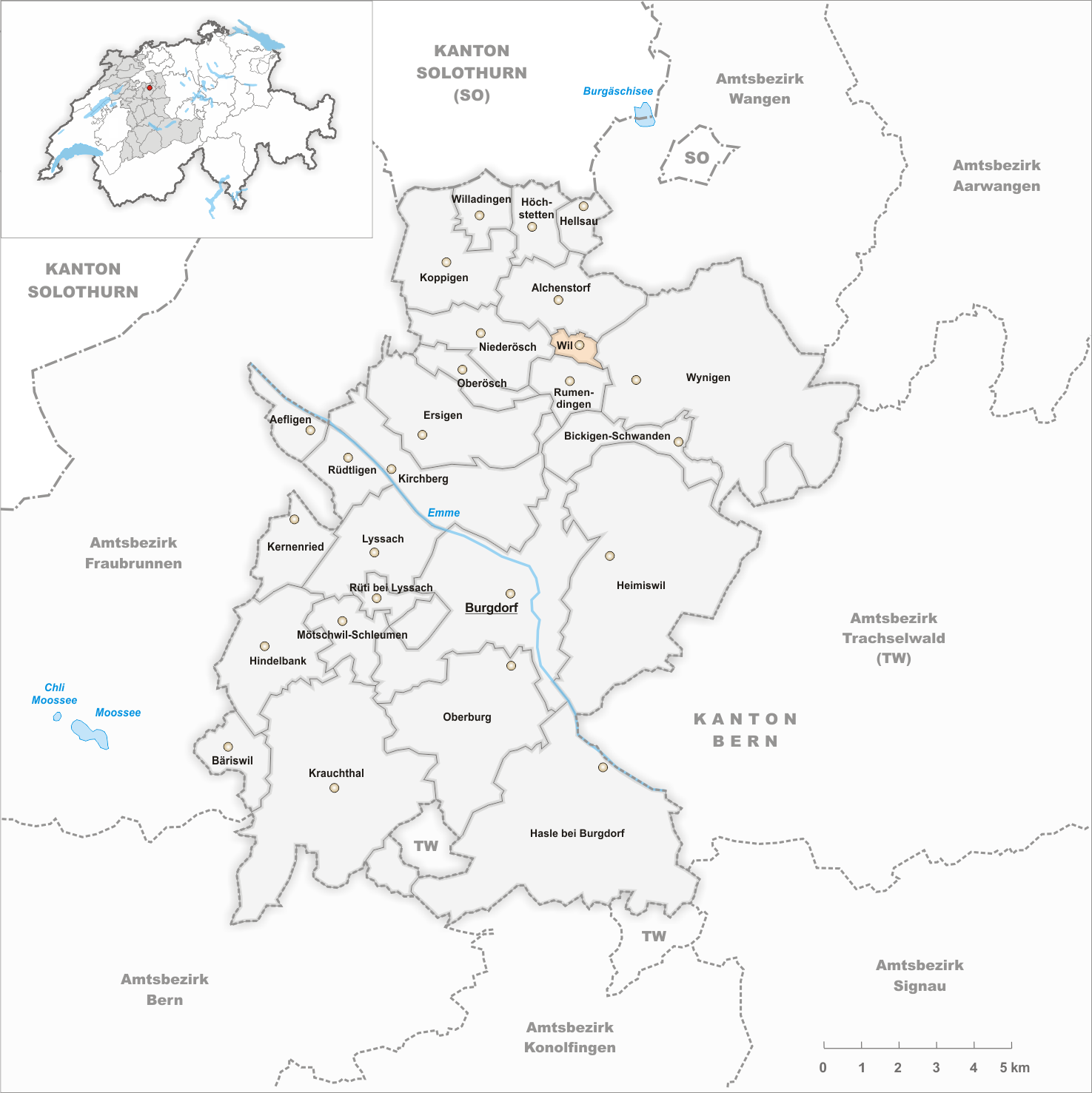
Gemeindestand vor der Fusion am 1. Januar 1888

Wil bei Koppigen ist eine Ortschaft in der Gemeinde Alchenstorf im Verwaltungskreis Emmental des Kantons Bern in der Schweiz. Bis zum 31. Dezember 1887 war Wil bei Koppigen eine eigene politische Gemeinde. Am 1. Januar 1888 fusionierte diese zur Gemeinde Alchenstorf.
Nachbarorte von Wil sind die Ortsteile Alchenstorf in der gleichen Gemeinde und Niederösch in der Gemeinde Ersigen, Nachbargemeinden sind Rumendingen und Wynigen.